# چرخ حلقه‌ای
هواندادو یک شمشیر حلقه دار است که به هنگام حکومت امپراتوری گوگوریو ساخته شد. در ۶ آگوست ۱۹۸۴ به عنوان گنجینه ملی شماره ۷۷۶ جمهوری کره تعیین شد. این اثر باستانی زیبا در موزه ملی کره نگهداری می‌شود. 

## جزئیات کلی
شمشیری با قبه حلقه‌ای و حلقه‌ای گرد در انتهای دسته، هواندودائدو عنوان می‌شود و عمدتاً در مقبره‌های حکومت سه پادشاهی پیدا می‌شود. تزئینات گوناگونی درون حلقه وجود دارد که نشان دهنده مقام و منزلت شخصی است که از شمشیر بهره برده است. در میان آنها، کسانی که نقش اژدها داشتند توسط افراد با بالاترین درجه استفاده می‌شدند.
شمشیر حلقه‌ای از دسته ی طلایی و تیغه‌ای آهنی ساخته شده است.آنها نخست با هم بودند،ولی هم اکنون از یکدیگر مجزا هستند قسمت دسته با دو اژدها که در کل سطح در هم تنیده شده‌اند، کنده‌کاری شده است. درون حلقه، دو اژدها حکاکی شده و چشمانشان با یشم تزئین شده است. اگرچه فقط قسمت آهنی تیغه باقی مانده است، اما شکل اصلی آن به خوبی حفظ شده است.

## پاورقی
1. ↑  ""고 이건희 회장 수집 문화유산, 국민과 만난다"". 불교저널. 2021-07-21.